# Serious Sam: The Second Encounter
Serious Sam: The Second Encounter (в русской локализации — «Крутой Сэм: Второе пришествие») — компьютерная игра в жанре шутера от первого лица, второй эпизод серии игр Serious Sam, разработанный хорватской студией Croteam на том же движке, что и первая часть. Вопреки распространённому заблуждению, «Второе пришествие» является не второй номерной игрой серии, а продолжением и независимым дополнением к The First Encounter, вместе с которой формирует одну игру.
В 2010 году вышел ремейк данной игры под названием Serious Sam HD: The Second Encounter с улучшенной графикой на движке Serious Engine 3.

## Игровой процесс
Игровой процесс данной части игры не особо отличается от The First Encounter, за исключением добавленных нововведений. Так, у игрока появились новые виды оружия: бензопила, огнемёт, снайперская винтовка и «серьёзная бомба». В дополнении к ним были добавлены пауэрапы (англ. Power Up) — специальные бонусы, такие как неуязвимость, увеличение скорости передвижения игрока и урона оружия. Также появилось несколько новых видов врагов.
Как и в предыдущей части, здесь присутствует система «секретов», каждый из которых добавляет 10 000 очков. Это могут быть секретные боеприпасы, здоровье, различные тайные комнаты, шутки от разработчиков или ловушки врагов.
Внешне, дизайн уровней в положительную сторону отличается от первой части. Разработчики немного доработали движок и сделали картинку более сочной и красочной. Немного однообразный Египет сменился озелененными и красочными прериями, долинами и готическими храмами. На некоторых уровнях игры была задействована одна из отличительных особенностей движка Serious Engine — измененная гравитация, когда игрок и противники вопреки привычным законам физики могли запросто передвигаться по потолку или хаотично метаться из стороны в сторону.
Музыкальное сопровождение «Второго пришествия» составляют инструментальные композиции от хорватской heavy-metal группы Undercode, а также композитора серии Дамьяна Мравунаца.

## Сюжет
Игра начинается с конца предыдущего эпизода, когда Сэм отправился на Сириус на космическом корабле. Корабль Сэма получил повреждения от «автобуса с ящиками Croteam», и упал на Землю. Сэм приземлился в Центральной Америке, в век цивилизации Майя, за четыре сотни лет от Священного Грааля в нашей эре. Однако, не все потеряно: сирианцы оставили на Земле запасной корабль. Так как корабль находится в будущем, Сэму нужно найти сирианские временные порталы, которые помогут ему достигнуть пункта назначения. С этой целью Сэм штурмует Мезоамерику, Месопотамию и Средневековую Европу, где хранится корабль. По пути Сэм побеждает двух стражей временных порталов: бога ветра Кукулькана и биомеханическое существо личинку-экзотех. После битвы с первым стражем Сэм переносится еще глубже во времени в город Персеполь и отправляется к Вавилонской башне. Оттуда он переносится в 1138 год н.э. в средневековый город Крвавице, Польша. Наконец, перед Собором святой крови, Сэм сражается с Мордехаем Заклинателем, последним препятствием перед Святым Граалем. После славной битвы с Мордехаем и его появляющимися приспешниками, герой, наконец, одерживает победу. В Соборе Сэм находит Святой Грааль, а затем саркастически признается в грехах Менталу в кабинке для исповедей, обещая «прийти за ним», после чего садится на корабль и отправляется на Сириус, чтобы дать бой Менталу и положить конец его бесчинствам раз и навсегда.

## Разработка
Разработка игры началась сразу после завершения The First Encounter. Успех оригинальной игры позволил студии купить новое компьютерное оборудование для разработки следующих игр. Ранее Croteam наняла дизайнера уровней Ивана Мику и программиста Николу Мозеттига; тем самым, штат студии увеличился до 12 человек. В дальнейшем также были приняты на работу программист Дарко Мартинович и бизнес-ассистент Хелена Хунски, а по мере переезда Croteam в более крупный офис появлялись ещё новые люди. The Second Encounter первоначально планировалась как пак уровней для оригинала, но затем генеральный директор Croteam Роман Рибарич и издатель Gathering of Developers приняли решение сделать новую часть отдельной игрой. Хотя игра позиционировалась как сиквел, Рибарич заявлял, что The Second Encounter «не была ни паком уровней, ни сиквелом, а просто следующим эпизодом».
Для игры был снова использован Serious Engine, но несколько усовершенствованный; нововведения включали в себя скелетную анимацию, аудиокодек Ogg Vorbis, улучшенные эффекты разрушений, процедурную систему частиц и поддержку DirectX. Усовершенствование инструментария движка производилось с учётом пожеланий фанатов, которые ежедневно отправляли отзывы на электронную почту или на форумах. По рассказу Мозеттига, во время работы над новой системой частиц возникли проблемы с оптимизацией. Оказалось, что они были связаны с дублированным участком кода, удаление которого увеличило частоту кадров в два раза.
The Second Encounter ушла от древнеегипетских декораций оригинала. Рибарич считал, что три новых сеттинга сделают эпизод более разнообразным и впечатляющим. Дизайнер уровней Иван Мика начал работу над своим первым уровнем в стилистике Теотиуакана. Получившийся уровень оказался настолько большим, что его пришлось разделить на три отдельные части. Итоговая игра содержит меньше уровней чем The First Encounter, но при этом разработчики стремились сделать каждый отдельный уровень больше и добавить побольше интерактивных элементов, чтобы разнообразить игровой процесс. Поскольку арсенал игрока уже «имел достаточно оружия», несколько новых единиц было добавлено исключительно из-за их глубокого влияния на геймплей. Некоторое запланированное оружие, например, миномёт, привязанный к спине Сэма, было отменено.
К середине сентября 2001 года разработка игры была почти завершена, и перешла в стадию альфа, релиз был намечен на декабрь 2001 года. По просьбе Рибарича, команда модостроителей A Few Screws Loose (состоящая из Ника «Xavier» Макрона, Криса «LanThief» Кригера, Бена «Vinz» Френа и Шона «mwadaibe» Центра) работала с Croteam над обновлением для своей модификации Seriously Warped Deathmatch, которая поставлялась в комплекте с игрой.

## Отзывы и критика
| Сводный рейтинг       | Сводный рейтинг      |
| Агрегатор             | Оценка               |
| --------------------- | -------------------- |
| GameRankings          | 84,52 %              |
| Metacritic            | 85 / 100 (22 обзора) |
| MobyRank              | 83 / 100             |
| Иноязычные издания    |                      |
| Издание               | Оценка               |
| AllGame               | [ 16 ]               |
| CVG                   | 8,3 / 10             |
| Eurogamer             | 9 / 10               |
| IGN                   | 9,2 / 10             |
| Русскоязычные издания |                      |
| Издание               | Оценка               |
| Absolute Games        | 80 %                 |
| «Домашний ПК»         | 89 / 100             |
| «Игромания»           | 8,5 / 10             |

Serious Sam: The Second Encounter получила в основном положительные оценки от критиков и была тепло встречена игроками, что подтверждает общий её балл на агрегаторе Metacritic — 85 %. IGN очень высоко оценили игру, сказав, что «Сэм возвращает нас в те времена, когда шутеры тесно ассоциировались с чистым, детским весельем, необычным оформлением уровней и не пытались навязать нам сложный, драматичный сюжет, про который мы все так или иначе забывали». Журнал Game Informer назвал игру «высокооктановым, полным стрельбы фестивалем убийств, которым бы гордился генерал Джордж Паттон». Редактор игрового сайта Gamespot отметил, что «это не просто тот же самый шутер — это намного более веселая, креативная и экстремально интенсивная игра, чем оригинал».
Многие рецензенты отметили в своих статьях заметно похорошевшую графику и дизайн локаций. «Окружение в игре также усложняет многочисленные бои, разработчики постарались выжать из движка максимум, дабы предоставить игрокам множество потрясающих мест для битв и повысить градус веселья», прокомментировал портал Media and Games Online Network.
Не обошла вниманием игру и российская игровая пресса. Сайт Absolute Games отметил атмосферу последней, третьей части игры — «Атмосфера передана отлично. Появляющиеся из-за угла монстры, к которым, казалось бы, уже успел привыкнуть, заставляют вздрагивать. На улице хочется ёжиться от промозглого ветра и ливня, а в катакомбах — поскорее выбраться на открытое пространство, обласканное светом полной луны или озаряемое вспышками молний.» Игромания отметила отличную графику, дизайн уровней, а также музыкальное сопровождение — «музыка просто шикарная — барабанный бой в сочетании с тяжелыми риффами приободряет игрока в Южной Америке, а под стенами замков и сводами готических соборов разливаются мощные органные мелодии».